# Seleção Laosiana de Futebol
A Seleção Laosiana de Futebol representa o Laos nas competições de futebol da FIFA. Fundada em 1951, filiou-se à FIFA em 1952. Jamais participou da Copa da Ásia ou mesmo dos Jogos Asiáticos. Até hoje, a seleção restringe suas participações internacionais a torneios regionais, como os Jogos do Sudeste Asiático.
Manda seus jogos no New Laos National Stadium, sediado em Vientiane, capital do país.

## História
Embora fundada em 1951, a seleção tardou a disputar partidas e competições internacionais. Disputou seu primeiro amistoso internacional em 1961, sendo derrotado pela extinta seleção do Vietnã do Sul.
Pouquíssimo praticado, o esporte passou a tomar certo impulso a partir da década de 1980 quando fora criada a Associação de Futebol do Sudeste Asiático. Ainda assim, o futebol laosiano caminha a "passos lentos" e é o menos desenvolvido do sudeste asiático e um dos mais fracos da Ásia; o badminton é, até hoje, considerado a paixão nacional.
O contexto histórico do Laos, bem como seu processo de reformulação econômica, ajudam a entender como o futebol se desenvolveu. Após afiliar-se ao grupo econômico do sudeste asiático em 1997, a república socialista começa a alcançar a estabilidade política necessária para poder investir mais no esporte, que ainda hoje é fomentado pelo governo: a maioria dos clubes da liga nacional de Laos (fundada em 1990) é estatal. Os maiores campeões são o Lao Army (time do exército); o CTPC FC (equipe do Ministério de Transportes e Comunicações); e o Vientiane FC, clube da prefeitura da capital.
O futebol ainda é semi-amador, com 50 clubes no total e 2.600 jogadores registrados. O número de praticantes sem registro, entretanto, é muito maior: 106 mil, segundo dados da Fifa.

## Perspectivas futuras
O projeto Goal, da Fifa, tenta ajudar a melhorar a infra-estrutura e o desenvolvimento do esporte entre os jovens. Em 2007, a equipe sub-17 foi vice-campeã da AFF. Recentemente, alguns jogadores vieram ao Brasil, para conhecer os centros de treinamento de Coritiba e Atlético-PR. A esperança é de que o futebol possa evoluir.
Em 2009, o país inaugurou o Novo Estádio Nacional de Laos, um grande complexo esportivo onde a seleção joga a maioria de suas partidas.
Aparentemente a seleção de Laos está a se preparar para o futuro, preservando-se mais no presente. Para tanto não se inscreveu nas eliminatórias para a Copa do Mundo de 2010 e Copa da Ásia de 2011 na esperança de conseguir resultados mais "dignos" no futuro.

## Desempenho em Copas do Mundo
- 1930 a 1998 - não se inscreveu
- 2002 a 2006 - não se qualificou
- 2010 - retirou-se
- 2014 a 2022 - não se qualificou

## Desempenho na Copa da Ásia
- 1956 a 1968 - não se inscreveu
- 1972 a 1980 - desistiu
- 1984 a 1996 - não se inscreveu
- 2000 - não se qualificou
- 2004 - não se qualificou
- 2007 - não se inscreveu
- 2011 - não se inscreveu
- 2015 a 2023 - não se qualificou

## Records
- Atualizado até 9 de dezembro de 2024[6]

Jogadores em negrito ainda em atividade.
| #  | Jogador                     | Partidas | Gols | Período na seleção |
| -- | --------------------------- | -------- | ---- | ------------------ |
| 1  | Soukaphone Vongchiengkham   | 57       | 15   | 2010–2023          |
| 2  | Saynakhonevieng Phommapanya | 54       | 2    | 2006–2016          |
| 3  | Visay Phaphouvanin          | 51       | 18   | 2002–2013          |
| 4  | Khampheng Sayavutthi        | 50       | 15   | 2010–2017          |
| 5  | Phoutthasay Khochalern      | 44       | 1    | 2013–              |
| 6  | Ketsada Souksavanh          | 36       | 3    | 2008–2014          |
| 7  | Keoviengphet Liththideth    | 35       | 4    | 2010–2018          |
| 7  | Khamphoumy Hanvilay         | 35       | 0    | 2011–2016          |
| 9  | Khonesavanh Sihavong        | 34       | 6    | 2012–2017          |
| 10 | Chalana Luang-Amath         | 32       | 5    | 1996–2004          |

| #  | Jogador                   | Gols | Partidas | Média por jogo | Em atividade |
| -- | ------------------------- | ---- | -------- | -------------- | ------------ |
| 1  | Visay Phaphouvanin        | 18   | 51       | 0.35           | 2002–2013    |
| 2  | Khampheng Sayavutthi      | 15   | 50       | 0.3            | 2010–2017    |
| 2  | Soukaphone Vongchiengkham | 15   | 57       | 0.26           | 2010–2023    |
| 4  | Bounphachan Bounkong      | 7    | 26       | 0.27           | 2018–        |
| 5  | Bounlap Khenkitisack      | 6    | 16       | 0.38           | 1993–2000    |
| 5  | Lamnao Singto             | 6    | 20       | 0.3            | 2004–2011    |
| 5  | Phithack Kongmathilath    | 6    | 23       | 0.26           | 2017–2022    |
| 5  | Phatthana Syvilay         | 6    | 31       | 0.19           | 2010–2016    |
| 5  | Khonesavanh Sihavong      | 6    | 34       | 0.18           | 2012–2017    |
| 10 | Kanlaya Sysomvang         | 5    | 19       | 0.26           | 2010–2012    |
| 10 | Sitthideth Khanthavong    | 5    | 24       | 0.21           | 2012–2016    |
| 10 | Chalana Luang-Amath       | 5    | 32       | 0.16           | 1996–2004    |

## Técnicos
| - Ho Ying Fun (década de 1960) - Songphu Phongsa (1996–1999) - Vangchay Muangmany (2000) - Outhensackda Vatthana (2000–2001) - Boris Zhuravlyov (2001–2002) - Soutsakhone Oudomphet (1967) - Dominique Fernandez (2003) - Saythong Syphasay (2003–2004) - Bounlap Khenkitisack (2004-2006) - Saythong Syphasay (2006–2008) | - Valeriy Vdovin (2008) - Saysana Savatdy (2008–2009) - Alfred Riedl (2009–2010) - David Booth (2010) - Bounlap Khenkitisack (2011) - Hans-Peter Schaller (2011) - Kokichi Kimura (2012–2014) - Norio Tsukitate (2014) - David Booth (2014–2015) - Steve Darby (2015–2016) | - Valakone Phomphakdy (2016) - Vernsavanh Sivisay (2016, interino) - Mike Wong (2017) - Patrice Neveu (2018) - V. Sundramoorthy (2018–2019) - V, Selvaraj (2019–2021) - Michael Weiß (2022–2023) - Guglielmo Arena (2023) - Kanlaya Sysomvang (2024, interino) - Ha Hyeok-jun (2024–) |